# Franse Senaatsverkiezingen 2004
De Franse Senaatsverkiezingen van 2004 vonden op 26 september 2004 plaats. Het was de vijftiende keer dat een derde van de Senaat werd gekozen tijdens de Vijfde Franse Republiek.

## Verkiezingsprocedure
De Franse Senaat wordt indirect gekozen door middel van kiesmannen (grands électeurs), lokale volksvertegenwoordigers, zoals regionale-, departements-, en (soms) stadsbestuurders (w.o. burgemeesters en wethouders). In het verleden werd iedere drie jaar een derde van de Senaat verkiesbaar, een wetswijziging veranderde deze situatie: voortaan wordt iedere drie jaar de helft van de Senaat verkiesbaar.

## Uitslag
| Parlementaire groepering | Parlementaire groepering | 2004 Serie C | Totaal |
| ------------------------ | ------------------------ | ------------ | ------ |
|                          | Groupe UMPa              | 61           | 155    |
|                          | Groupe SOC               | 37           | 97     |
|                          | Groupe UC                | 12           | 33     |
|                          | Groupe CRC               | 11           | 23     |
|                          | Groupe RDSE              | 3            | 16     |
|                          | Niet-Ingeschrevenen      | 3            | 7      |
| Totaal                   | Totaal                   | Totaal       | 331b   |

a Fusie van Groupe Rassemblement pour la République en Groupe Républicains et des indépendants

b Uitbreiding Senaat van 321 naar 331 zetels

## Voorzitter
| Afbeelding | Afbeelding | Persoon            | Datum van verkiezingen | Partij | Opmerking |
| ---------- | ---------- | ------------------ | ---------------------- | ------ | --------- |
|            |            | Christian Poncelet | 1 oktober 2004         | UMP    | herkozen  |